# Осталув (Лодзинське воєводство)
Осталув (пол. Ostałów) — село в Польщі, у гміні Кросневиці Кутновського повіту Лодзинського воєводства.
У 1975-1998 роках село належало до Плоцького воєводства.